# V Congresso panrusso dei Soviet
Il V Congresso panrusso dei Soviet dei deputati dei lavoratori, dei contadini, dell'Armata Rossa e dei cosacchi si tenne a Mosca, nel Teatro Bol'šoj, dal 4 al 10 luglio 1918. 

## Contesto storico
Gli zaristi avevano iniziato appena il loro aperto intervento militare, ed era scoppiata la guerra civile. Parteciparono al Congresso 1164 delegati con diritto di voto, tra cui 773 bolscevichi, 353 socialrivoluzionari di sinistra, 17 massimalisti, 4 anarchici, 4 menscevichi internazionalisti, 2 rappresentanti dei gruppi nazionali (Dashnaktsutiun e Poalei Zion), 1 socialrivoluzionario di destra e 10 indipendenti.
All'ordine del giorno vi erano i rapporti del Comitato Esecutivo Centrale panrusso e del Consiglio dei commissari del popolo, da parte rispettivamente di Lenin e Jakov Michajlovič Sverdlov, un rapporto sulla questione del cibo da parte di Alexander Tsiurupa, un rapporto sull'organizzazione dell'Armata Rossa
socialista da parte di Trotsky, un rapporto sulla Costituzione della Repubblica Russa da parte di Jurij Michajlovič Steklov e l'elezione del Comitato Esecutivo Centrale panrusso.

## Risultati delle elezioni[1]
| Liste  | Liste                                         | Voti | %     | Seggi |
| ------ | --------------------------------------------- | ---- | ----- | ----- |
|        | Partito Comunista Russo (bolscevico)          |      | 66,41 | 773   |
|        | Partito Socialista Rivoluzionario di Sinistra |      | 30,33 | 353   |
|        | massimalisti                                  |      | 1,46  | 17    |
|        | anarchici                                     |      | 0,34  | 4     |
|        | menscevichi internazionalisti                 |      | 0,34  | 4     |
|        | Dashnaksutiun                                 |      | 0,09  | 1     |
|        | Poalei Zion                                   |      | 0,09  | 1     |
|        | Partito Socialista Rivoluzionario di Destra   |      | 0,09  | 1     |
|        | Indipendenti                                  |      | 0,86  | 10    |
| Totale | Totale                                        |      | 100   | 1164  |

## Svolgimento[1]
I dirigenti del Partito Socialista Rivoluzionario di Sinistra (Marija Aleksandrovna Spiridonova, Boris Kamkov e Vladimir Aleksandrovitsj Karelin) fecero degli appelli provocatori ai delegati perché rifiutassero i decreti sul cibo e sull'organizzazione dei comitati dei poveri, per sfiduciare il governo sovietico ed annullare il trattato di Brest-Litovsk. Respinte le richieste dei socialrivoluzionari di sinistra, il 5 luglio il Congresso approvò la politica interna ed estera del governo sovietico. I discorsi antibolscevichi dei socialrivoluzionari di sinistra al Congresso culminarono in una rivolta della sinistra socialrivoluzionaria a Mosca tra il 6 ed il 7 luglio, che fu sedata con l'aiuto dei delegati bolscevichi al Congresso. A causa della rivolta, il 6 luglio il Congresso sospese temporaneamente il suo lavoro, e la fazione della sinistra socialrivoluzionaria fu arrestata. Successivamente, i delegati del Partito Socialista Rivoluzionario di Sinistra non coinvolti nella rivolta furono rilasciati, e circa 200 di loro tornarono al Congresso per condannare le azioni dei ribelli. Quando il Congresso concluse i lavori, il 9 luglio, fu ascoltato un comunicato sugli eventi del 6 e del 7 luglio. Il Congresso condannò i cospiratori della sinistra socialrivoluzionaria, approvò la repressione della rivolta da parte del governo sovietico ed emise una direttiva riguardo all'espulsione dei socialrivoluzionari che avevano supportato la politica antibolscevica del Comitato Centrale del loro partito.
Il Congresso prese una decisione riguardo alla questione del cibo ed approvò la politica alimentare del Comitato Esecutivo Centrale panrusso e del Consiglio dei Commissari del Popolo. Inoltre, esso appoggiò i decreti presentati da questi corpi, garantendo al Commissario del Popolo per l'Alimentazione dei poteri eccezionali per combattere la borghesia rurale, che stava nascondendo grano e speculando su di esso. Infine, esso approvò anche i decreti che proponevano di organizzare i contadini poveri e la formazione di distaccamenti di cibo.
Il 10 luglio, il Congresso stabilì che l'Armata Rossa doveva essere centralizzata, ben addestrata, ben equipaggiata e rafforzata da una disciplina di ferro. Per creare unesercito di questo tipo, sarebbe stato necessario impiegare esperti militari del periodo prerivoluzionario che avevano intenzione di collaborare onestamente col governo sovietico. Allo stesso tempo, il Congresso pose l'obiettivo di velocizzare l'addestramento dei comandanti tra gli operai e i contadini e di rafforzare il corpo dei commissari militari. Il Congresso adottò una direttiva per mobilitare rapidamente molti gruppi di operai e contadini di diverse età. Fu approvata una misura straordinaria che "collegava la cittadinanza al servizio militare e costringeva gli uomini in salute di età compresa tra 18 e 40 anni ad arruolarsi" e a combattere per l'Armata Rossa nella guerra civile.
Inoltre, il Congresso adottò la Costituzione della Repubblica Socialista Federativa Sovietica Russa, la prima Costituzione sovietica. La Costituzione entrò in vigore il 19 luglio.
Il Congresso elesse un Comitato Esecutivo Centrale panrusso di 200 membri.